# Dorfkirche Drasdo
Die unter Denkmalschutz stehende Drasdoer Dorfkirche befindet sich auf dem ovalen Dorfanger der südbrandenburgischen Gemeinde Drasdo im Landkreis Elbe-Elster. Die Filialkirche von Wiederau überragt mit ihrer Firsthöhe kaum die umliegenden Gehöfte und ist vom Drasdoer Dorffriedhof umgeben. Sie gehört zum Pfarrbereich Uebigau im Kirchenkreis Bad Liebenwerda der Evangelischen Kirche in Mitteldeutschland.

## Baugeschichte und -beschreibung
Bereits vor der Reformation besaß das Dorf Drasdo ein Gotteshaus.
Die niedrige Saalkirche ist ein Feldsteinbau aus dem 15. Jahrhundert. Ihr unregelmäßiges Mauerwerk besitzt einen hohen Anteil an Raseneisensteinen. An der Südseite befinden sich drei unregelmäßig angeordnete unterschiedlich große Fenster. Ein weiteres Fenster ist an der Nordseite der Kirche zu finden, am Chor drei.
Die Kirche wurde nach dem Dreißigjährigen Krieg, bei dem das Gebäude schwere Beschädigungen erlitten hatte, zwischen den Jahren 1662 und 1695 von Grund auf erneuert. Es wurden unter anderem Fensteröffnungen vergrößert und die Kirche neu verputzt. Über dem Südeingang befindet sich eine aus dem Jahr 1695 stammende Inschrift, mit den Namen des Kirchhainer Maurermeisters Christian Krengel sowie des Liebenwerdaer Zimmermanns Hanns Fratzen. In diesem Jahr wurde das Fachwerkturmgeschoss mit einer Ziegelummantelung versehen, was auf durch eine sich auf den Balken befindliche Datierung nachweisbar ist. Schlichte 1842 entstandene Holztüren sind auf der Nord- und Südseite des mit einer flachen Putzdecke versehenen Kirchenschiffs zu finden. Der sich westlich anschließende Kirchturm besitzt einen eigenen Zugang.
Die leicht vorschwingende Nordempore der Kirche steht auf runden Stützen mit wulstigem Kapitell. Eine weitere leicht vorschwingende Empore ist an der Südseite zu sehen.

## Innenausstattung
Die Kirche ist relativ einfach ausgestattet. Der vergoldete Eisenkunstguss des Altarkruzifixes stammt etwa aus der Mitte des 19. Jahrhunderts.
Der Taufstein stammt aus dem Jahr 1594. Er ist aus Sandstein und besitzt einen zylindrischen Fuß mit Roll- und Beschlagwerk. Auf der sechsseitigen Kuppa sind drei Inschriften sowie drei Reliefs zu finden. Die aus demselben Jahr stammende Taufschale aus Zinn ist mit der Inschrift „15 Hans Henick 94“ versehen.
Außerdem ist in der Kirche eine mittelalterliche eisenbeschlagene Kirchentruhe zu sehen.

## Orgel und Glocken
Die Orgel stammt aus dem Jahr 1842 und wurde von Carl Friedrich Wilhelm Loewe aus Delitzsch gebaut. Sie verfügt über 7 Register, verteilt auf Manual und Pedal. Eine Restaurierung erfolgte 1985–87 durch den Mitteldeutschen Orgelbau A. Voigt aus Bad Liebenwerda. Ihre Disposition lautet:
| Manual C–d3 |                 |    |
| 1.          | Grobgedackt     | 8′ |
| 2.          | Flauto travers0 | 8′ |
| 3.          | Principal       | 4′ |
| 4.          | Hohlflöte       | 4′ |
| 5.          | Octave          | 2′ |
| 6.          | Mixtur II       |    |

| Pedal C–c1 |         |     |
| 7.         | Subbaß0 | 16′ |

- Koppel: M/P

Die Kirche ist mit einer 1930 gegossenen Bronzeglocke ausgestattet, welche von der Apoldaer Firma „Friedrich Schiller und Söhne“ gefertigt wurde.